# Hızbullah
Hezbollah (Turks: Hızbullah) ook wel de Koerdische Hezbollah (Koerdisch: Hizbullahî Kurdî) is een overwegend Koerdische soennitische islamitische militante organisatie. Het is actief tegen de PKK (voornamelijk in de periode tussen 1992 en 1995)  en de regering van Turkije. De groepering is niet gelieerd met de Hezbollah uit Libanon.
De groepering heeft na een reeks gewelddadigheden in het verleden en de dood van haar leider Hüseyin Veloglu in 2000 officieel het gebruik van geweld afgezworen en richt zich naar eigen zeggen op liefdadigheidswerk. De belangrijkste organisatie die in het voetspoor van de Hezbollah werd opgericht en nog steeds legaal opereert, is de Huda-Par (de Partij voor de Vrije Zaak), die officieel op 17 december 2012 werd geregistreerd. De Hezbollah zelf is in Turkije verboden.

## Geschiedenis
De Hezbollah werd begin tachtiger jaren opgericht met als doel een islamitische staat te vestigen in Turkije. Vooral tussen 1991-1995 was de Hezbollah in een gewapende strijd met de linkse terroristische PKK verwikkeld waarbij honderden doden vielen. De Turkse autoriteiten detineerden tussen midden jaren negentig en het begin van de huidige eeuw duizenden Hezbollah-leden waarbij honderden van hen een levenslange gevangenisstraf opgelegd kregen.

## Organisatie
Hezbollah-leden en sympathisanten hebben ook andere, legale organisaties opgezet om hun activiteiten voort te zetten, zoals Mustazaf-Der in 2003. Mustazaf-Der werd in mei 2012 door het hooggerechtshof verboden wegens "handelen in overeenstemming met de doelstellingen van de terreurorganisatie Hezbollah". Sura-Der, Mekteb-Der, AnadoluDer en Akit-Der zijn andere organisaties die als dekmantel zouden zijn opgericht. Umut-Der zou een liefdadigheidsorganisatie van de Hezbollah zijn. In de regio Elazığ (zuidoost Turkije) werd na 2003 de vereniging Ihya-Der door voormalige Hezbollahaanhangers opgericht. In 2012 heeft Ihya-Der zich zelf opgeheven, voordat de openbare aanklager deze organisatie kon doen ontbinden vanwege illegale activiteiten namens de Hezbollah. Waarschijnlijk vooruitlopend op een mogelijke sluiting van Ihya-Der, was er in de regio Elazığ een organisatie genaamd Yeni Ihya-Der in oprichting. Ihya-Der stond destijds bij de provinciale afdeling van het Directoraat voor Verenigingen in de stad Elazığ ingeschreven als een organisatie voor sociale dienstverlening.
Het is niet bekend wat de onderlinge samenhang is tussen de Turkse Hezbollah, Huda-Par en Yeni Ihya-Der.
Op 21 juni 2016 meldde de Dogan News Agency dat twaalf senior leden van verschillende ngo’s als Umut-Der, Mustazaflar Cemiyeti, Sura-Der, Ihya-Der, Mekteb-Der, Akit-Der en Anadolu-Der door de rechtbank in de provincie Adana zijn aangeklaagd wegens lidmaatschap van terreurorganisatie Hezbollah. Er zou geen direct verband zijn met een gewapend voorval.

### Hür Dava Partisi
Leden van de in 2012 opgerichte legale politieke partij Huda-Par zijn vooral soennitische moslims van Koerdische afkomst. De partij vormt de politieke vleugel van de Turkse Hezbollah. De oprichter Mehmet Hüseyin Yilmaz verdedigde als advocaat Hezbollah-leden in Diyarbakır. Hij was van 2007 tot 2010 voorzitter van Mustazaf-Der (Vereniging voor Solidariteit met De Onderdrukten), een vereniging die is ontbonden. Mustazaf-Der zou banden hebben onderhouden met de verboden Islamitische Hezbollah. Huda-Par nam in 2014 deel aan de lokale verkiezingen voor burgemeester en gemeentebestuur in Diyarbakır, de grootste stad in het zuidoosten van Turkije. De partij spreekt vooral conservatief nationalistische Koerden aan en zet zich onder andere in voor onderwijs in het Koerdisch op staatsscholen en voor een autonome regio. De partij streeft naar een maatschappij volgens religieuze normen en zou de sharia willen invoeren. Huda-Par zou rechtstreeks contact met Hamas en de Moslimbroederschap hebben. Een aantal veroordeelde Hezbollah-leden zou lid zijn van Huda-Par. Het bolwerk van Huda-Par zou zich in het zuidoosten van Turkije bevinden, waar de landelijke bevolking met name conservatief en religieus is. De Hüda-Par partij opende in mei 2019 een buitenlandse vertegenwoordiging in Erbil, de Koerdische autonome regio van Irak.

### Ihya-Der
Ihya-Der was een legale organisatie die stond geregistreerd als een vereniging. De vereniging heeft zich zelf opgeheven in 2012. Wanneer in de media of gesprekken elders in Turkije tegenwoordig ‘Ihya-Der’ ter sprake komt dan wordt doorgaans bedoeld Yeni Ihya-Der.

## Gewelddadigheden in 2015
Nadat in juni 2015 het hoofd van Yeni Ihya-Der, Aytac Baran, in Diyarbakir was doodgeschoten, ontstonden op 9 juni 2015 rellen tussen aanhangers van Yeni Ihya-Der en de Halklarin Demokratik Partisi (HDP). Aanhangers van Yeni Ihya-Der beschuldigden de HDP van de aanslag op Aytac Baran. YDG-H, een illegale jeugdbeweging dat sympathiseert met de PKK, stelde dat de aanslag op Aytac Baran een provocatie van de veiligheidsdiensten was. De HDP veroordeelde de aanslag en eiste een grondig onderzoek. Bij de rellen zouden drie HDP-leden zijn gedood en elf personen gewond zijn geraakt. Naar aanleiding van de onlusten werden 22 mensen opgepakt, veertien van hen werden gearresteerd en acht personen werden weer vrijgelaten, van wie drie voorwaardelijk. Het geweld hield volgens mediaberichten twee dagen aan en verspreidde zich over andere regio’s. Daarbij zouden in totaal vijftig mensen zijn omgekomen. Volgens een bron zouden de PKK en de Hezbollah daarop een overeenkomst hebben gesloten om te voorkomen dat zij tegen elkaar zouden worden uitgespeeld. Sindsdien zouden geen gewelddadigheden meer hebben plaatsgevonden tussen HDP, PKK, YDG-H en Hezbollah enerzijds, en Huda-Par en Yeni Ihya-Der anderzijds.

## Verbod
Personen die verdacht worden van lidmaatschap van een militante groepering zoals de Hezbollah, kunnen worden vervolgd op grond het Wetboek van Strafrecht in combinatie met de wet op de Bestrijding van Terreur. Conform artikel 312 is de straf voor leiders en oprichters van dergelijke groepen tien tot vijftien jaar gevangenisstraf. Voor andere leden wordt het lidmaatschap van een verboden organisatie bestraft met vijf tot tien jaar celstraf. Artikel 5 van de Wet op de Bestrijding van Terreur verzwaart de bovengenoemde straffen met de helft. Daarnaast stellen de artikelen 6 en 7 van Wet nummer 3713 op de Bestrijding van Terreur het strafbaar om propaganda te maken voor een terroristische organisatie.